# ニコラス・パトリック
ニコラス・パトリック（Nicholas James MacDonald Patrick、1964年11月19日 - ）は、イギリス出身の工学者、アメリカ航空宇宙局の宇宙飛行士である。
2006年にSTS-116で宇宙を訪れ、イギリス人として5人目の宇宙飛行を果たした。
ノース・ヨークシャーのSaltburn-by-the-Seaで1964年に生まれたが、ロンドン、ライで育ち、1994年にアメリカ合衆国に帰化した。パトリックはペルー出身の小児科医と結婚し、3人の子供がいる。

## 教育と職歴
パトリックは、ハーロー校とトリニティ・カレッジで教育を受け、1986年に工学の学士号を得た。大学生時代には、ケンブリッジ大学航空隊のメンバーとなって飛行機の操縦を覚えた。卒業後は4年間、ゼネラル・エレクトリックの航空機エンジン部門で技術者として働いた。
パトリックはその後、マサチューセッツ工科大学に進学し、1990年に機械工学の修士号、1996年に博士号を得た。卒業後、シアトルにあるボーイングの民間航空機グループに就職した。

## NASAでのキャリア

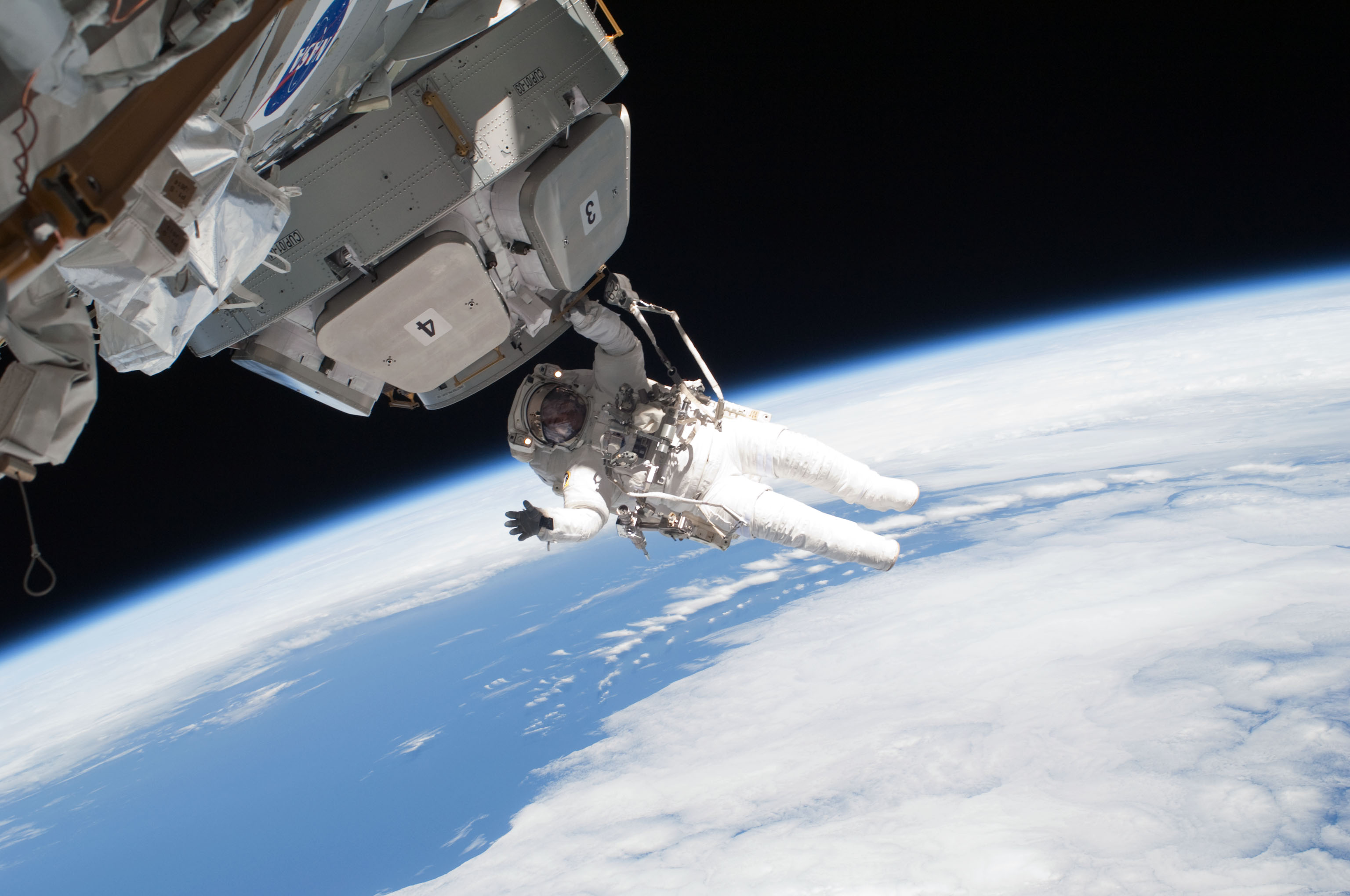
キューポラの外側から撮影した、STS-130で宇宙遊泳をするパトリック

パトリックは1998年6月にNASAに宇宙飛行士候補として選ばれ、ジョンソン宇宙センターで1998年8月から訓練を受けた。パトリックは2006年の国際宇宙ステーション組立てミッションSTS-116で初めて宇宙飛行を行い、2010年のSTS-130と合わせて308時間以上宇宙に滞在した。特にSTS-130では、キューポラにトランクウィリティーを取り付ける仕事を行ったことで知られる。その他、STS-120等で度々地上管制員を務めている。